# Johan Piet der Weduwen
Johan Piet der Weduwen (Oosterland, 22 maart 1905 – Amersfoort, 28 januari 1985) was een Nederlands waterbouwkundige die lange tijd in Nederlands-Indië gewerkt heeft en na de Tweede Wereldoorlog directeur werd bij het ingenieursbureau Dwars Heederik en Verhey.       

## Familie
Hij was een zoon van Pieter Johannes der Weduwen, rijksontvanger en gemeenteraadslid in Oosterland, en Tannetje Hermine der Weduwen. Het  gezin is later naar Rotterdam verhuisd.     
Hij was gehuwd met Eleonora Henriette Bastiaans, dochter van de Indisch ambtenaar Johannes Bastiaans uit Padang. Zij is geboren in 1907 in Padang. Haar vader was in 1908 overleden en haar moeder is toen naar Nederland gekomen. Zij trouwen volgens het huwelijksregister op 14 juni 1930 te 's-Gravenhage.  Eleonora had een tweelingbroer, Johan ook.    

## Levensloop
Na zijn middelbare school gaat Der Weduwen in Delft Civiele Techniek studenten en studeert af in 1929 als irrigatie-ingenieur. Op 11 juni 1930 vertrekt hij met zijn vrouw per m.s. Sibajak naar Nederlands Indië, omdat hij een betrekking gevonden heeft als ingenieur bij Openbare Werken. Als standplaats krijgt hij Weltevreden.
In zijn periode in Batavia schrijft hij enkele fundamentele artikelen over het berekenen van stroming in open waterlopen. Zijn belangrijkste werk in die periode is een methode voor het bepalen van de maximum afvoer an een tropische bergrivier met een vrij klein stoomgebied. Deze methode is uitgewerkt in een aantal nomogrammen, en wordt tegenwoordig nog steeds gebruikt.   
In 1937 mag hij een jaar op betaald verlof  naar Nederland, in augustus 1938 gaat hij weer terug. Na het uitbreken van de Tweede Wereldoorlog in Nederlands-Indië wordt hij geïnterneerd. Na de bevrijding gaat de familie terug naar Nederland; hij krijgt een ridderorde; Ridder in de Orde van Oranje-Nassau (13 september 1946).
Hij gaat in Nederland aan de slag bij DHV in Amersfoort, Zijn grote werk daar is de irrigatie van de Ghab-vallei in Syrië. Ook is hij betrokken bij havenwerken in Mexico. Inmiddels is hij benoemd in de directie van DHV. Hij gaat daar in 1970 met pensioen, hij wordt dan bevorderd tot Officier in de Orde van Oranje-Nassau. Hij overlijdt in 1985, zijn echtgenote in 1987.